# Anne-Catherine de Noailles
Anne-Catherine de Noailles, née le 28 septembre 1694 et morte le 7 novembre 1716, était l'épouse de Louis-François-Armand de Vignerot du Plessis de Richelieu.

## Biographie
Elle est la fille de Jean-François de Noailles et de Marguerite-Thérèse Rouillé, et la petite-fille du premier duc de Noailles. Elle épouse le 12 février 1711 Louis-François-Armand de Vignerot du Plessis, duc de Richelieu, mariage célébré par le cardinal de Noailles dans la chapelle de l'archevêché. Le couple n'eut pas d'enfant. 
Après sa mort le maréchal-duc de Richelieu s'est remarié à Élisabeth-Sophie de Lorraine, demoiselle de Guise.

## Titres
- 28 septembre 1694 - 12 février 1711 : mademoiselle de Noailles[1].
- 12 février 1711 - 7 novembre 1716 : duchesse de Richelieu.